# Стропско
Стропско (на сръбски: Стропско или Stropsko) е село в Югоизточна Сърбия, Пчински окръг, Град Враня, община Враня.

## География
Селото е разположено във Вранската котловина. Отстои на 4,5 км западно от окръжния и общински център Враня, на 2,7 км източно от село Дубница, на юг от село Содерце и на северозапад от село Горни Нерадовац.

## История
По време на Първата световна война селото е във военновременните граници на Царство България, като административно е част от Вранска околия на Врански окръг.

## Население
Според преброяването на населението от 2011 г. селото има 143 жители.

### Етнически състав
Данните за етническия състав на населението са от преброяването през 2002 г.
- сърби – 183 жители (98,38%)
- българи – 2 жители (1,07%)
- хървати – 1 жител (0,535)